# アレクサンダー・マクドネル (第5代アントリム伯爵)
第5代アントリム伯爵アレクサンダー・マクドネル（英語: Alexander MacDonnell, 5th Earl of Antrim、1713年7月22日 – 1775年10月13日）は、アイルランド王国の貴族、政治家。

## 生涯
第4代アントリム伯爵ランダル・マクドネルとレイチェル・スケッフィントン（Rachael Skeffington、1739年4月14日没、第3代マッセリーン子爵クロットワーシー・スケッフィントンの娘）の息子として、1713年7月22日に生まれた。1721年10月19日に父が死去すると、アントリム伯爵の爵位を継承した。プロテスタントだったため、アイルランド貴族院議員への就任が許可され、1733年10月17日に就任した。
アイルランド枢密院の枢密顧問官とアントリム県総督を歴任した。
1775年10月13日に死去、アントリム県バリーキャッスルで埋葬された。息子ランダル・ウィリアムが爵位を継承した。

## 家族
1735年4月10日、エリザベス・ペンネファザー（Elizabeth Pennefather、1737年3月18日没、マシュー・ペンネファザーの娘）と結婚、1女をもうけた。
- 女子（1736年2月7日 – ?） - 夭折

1739年1月2日、アン・プランケット（Anne Plunkett、1755年1月15日没、チャールズ・パトリック・プランケットの娘）と再婚、1男2女をもうけた。
- ランダル・ウィリアム（1749年 – 1791年） - 第6代アントリム伯爵、後に初代アントリム侯爵に叙爵
- レイチェル - 1777年8月13日、ジョセフ・サンフォード（Joseph Sanford）と結婚
- エリザベス・ヘレナ（1796年没） - 1777年8月22日、ジェームズ・カランダー（James Callander）と結婚、子供あり

1755年7月5日、キャサリン・メレディス（Catharine Meredyth、1794年9月27日埋葬、トマス・メレディスの娘）と再婚した。